# Nadiia Kichenok
Nadiia Kichenok (Dnipropetrovsk, 20 de Julho de 1992) é uma tenista profissional ucraniana.
Nas chaves dos torneios do calendário da WTA, a jogaria era anunciada como Nadiya até 2014, no Torneio de Roland Garros. A partir do evento seguinte, no WTA de Birmingham, apareceu como Nadiia.

## WTA finais

### Duplas: 3 (1–2)
| Legenda (pre/pos 2009)                       |
| -------------------------------------------- |
| Grand Slam (0–0)                             |
| WTA Tour (0–0)                               |
| Tier I / Premier Mandatory & Premier 5 (0–0) |
| Tier II / Premier (0–0)                      |
| Tier III, IV & V / International (1–2)       |

| Posição | N. | Data             | Torneio                                           | Piso   | Parceira          | Oponentes                           | Placar            |
| ------- | -- | ---------------- | ------------------------------------------------- | ------ | ----------------- | ----------------------------------- | ----------------- |
| Vice    | 1. | 17 Setembro 2011 | Tashkent Open, Tashkent, Uzbequistão              | Duro   | Lyudmyla Kichenok | Eleni Daniilidou Vitalia Diatchenko | 4–6, 3–6          |
| Vice    | 2. | 4 Janeiro 2014   | Shenzhen Open, Shenzhen, China                    | Duro   | Lyudmyla Kichenok | Monica Niculescu Klára Zakopalová   | 3–6, 4–6          |
| Campeã  | 1. | 10 Janeiro 2015  | Shenzhen Open, Shenzhen, China                    | China  | Lyudmyla Kichenok | Liang Chen Wang Yafan               | 6–4, 7–6(8–6)     |
| Vice    | 3. | 23 Maio 2015     | Internationaux de Strasbourg, Estrasburgo, França | Saibro | Zheng Saisai      | Chuang Chia-jung Liang Chen         | 6–4, 4–6, [10–12] |

## ITF Circuit - finais

### Simples: 11 (4–7)
| Legenda           |
| ----------------- |
| $100,000 torneios |
| $75,000 torneios  |
| $50,000 torneios  |
| $25,000 torneios  |
| $10,000 torneios  |

| Finais por Piso |
| --------------- |
| Duro (4–6)      |
| Saibro (0–0)    |
| Grama (0–0)     |
| Carpete (0–1)   |

| Posição | N. | Data             | Torneio               | Piso     | Oponentes               | Placar                  |
| ------- | -- | ---------------- | --------------------- | -------- | ----------------------- | ----------------------- |
| Vice    | 1. | 16 Outubro 2009  | Kharkiv, Ucrânia      | Carpete  | Lyudmyla Kichenok       | 7–6 (7–2) 2–6 3–6       |
| Vice    | 2. | 30 Anril 2011    | Minsk, Belarus        | Duro     | Olga Puchkova           | 2–6 5–7                 |
| Vice    | 3. | 20 Maio 2012     | Fergana, Uzbequistão  | Duro     | Donna Vekić             | 2–6 2–6                 |
| Vice    | 4. | 2 Junho 2012     | Karshi, Uzbequistão   | Duro     | Ksenia Milevskaya       | 4–6 5–7                 |
| Campeã  | 1. | 9 Junho 2012     | Karshi, Uzbequistão   | Duro     | Tadeja Majerič          | 6–3 7–6 (7–3)           |
| Vice    | 5. | 21 Setembro 2012 | Yoshkar-Ola, Rússia   | Duro     | Margarita Gasparyan     | 5–7 6–7 (3–7)           |
| Vice    | 6. | 11 Janeiro 2013  | Quanzhou, China       | Duro     | Varatchaya Wongteanchai | 2–6 7–6 (7–5) 6–7 (5–7) |
| Vice    | 7. | 30 Março 2013    | Tallinn, Estônia      | Duro     | Aliaksandra Sasnovich   | 6–7 (3–7) 2–6           |
| Campeã  | 2. | 20 Abril 2013    | Namangan, Uzbequistão | Duro     | Oksana Kalashnikova     | 6–2 6–3                 |
| Campeã  | 3. | 28 Julho 2013    | Astana, Cazaquistão   | Duro     | Maria João Koehler      | 6–4 7–5                 |
| Campeã  | 4. | 9 Novembro 2013  | Astana, Cazaquistão   | Duro (i) | Ilona Kremen            | 6–3 6–1                 |